# Papilionidae
Famille
Les Papilionidae (ou Papilionidés) sont une famille de lépidoptères qui comprend environ 640 espèces dans le monde.
C'est le groupe de lépidoptères le plus étudié et le mieux connu. Les imagos des espèces classées dans ce groupe sont de grands papillons diurnes aux couleurs généralement vives. Certains possèdent une « queue » sur chaque aile postérieure. Bien que la majorité soit d'origine tropicale, on peut en rencontrer sur tous les continents à l'exception de l'Antarctique. C'est dans cette famille que l'on peut observer les plus grands papillons du monde (genre Troides) originaires d'Australasie.

## Description
Les Papilionidae sont souvent des papillons colorés et de grande taille. Beaucoup d'espèces (pas toutes cependant) portent une et parfois plusieurs paires de queues sur leurs ailes postérieures, d'où leur surnom de "porte-queues". Les espèces des climats tempérés sont souvent blanches ou jaunes avec des zébrures noires et quelques motifs rouges et bleus. Les plus grandes espèces, qui sont aussi les plus grands papillons diurnes du monde, appartiennent au genre Troides, originaire d'Australasie.
Les Papilionidae diffèrent des autres familles de papillons par au moins trois caractères anatomiques :
- les chenilles possèdent derrière la tête un organe érectile fourchu appelé osmeterium. Lorsqu'une chenille est agressée, elle prend une posture arquée, l'osmeterium érigé émettant des substances odorantes contenant des terpènes.
- la deuxième nervure anale sur l'aile postérieure atteint le bord de l'aile alors qu'elle fusionne avec la première dans les autres familles.
- les écailles cervicales se rejoignent sous le cou.

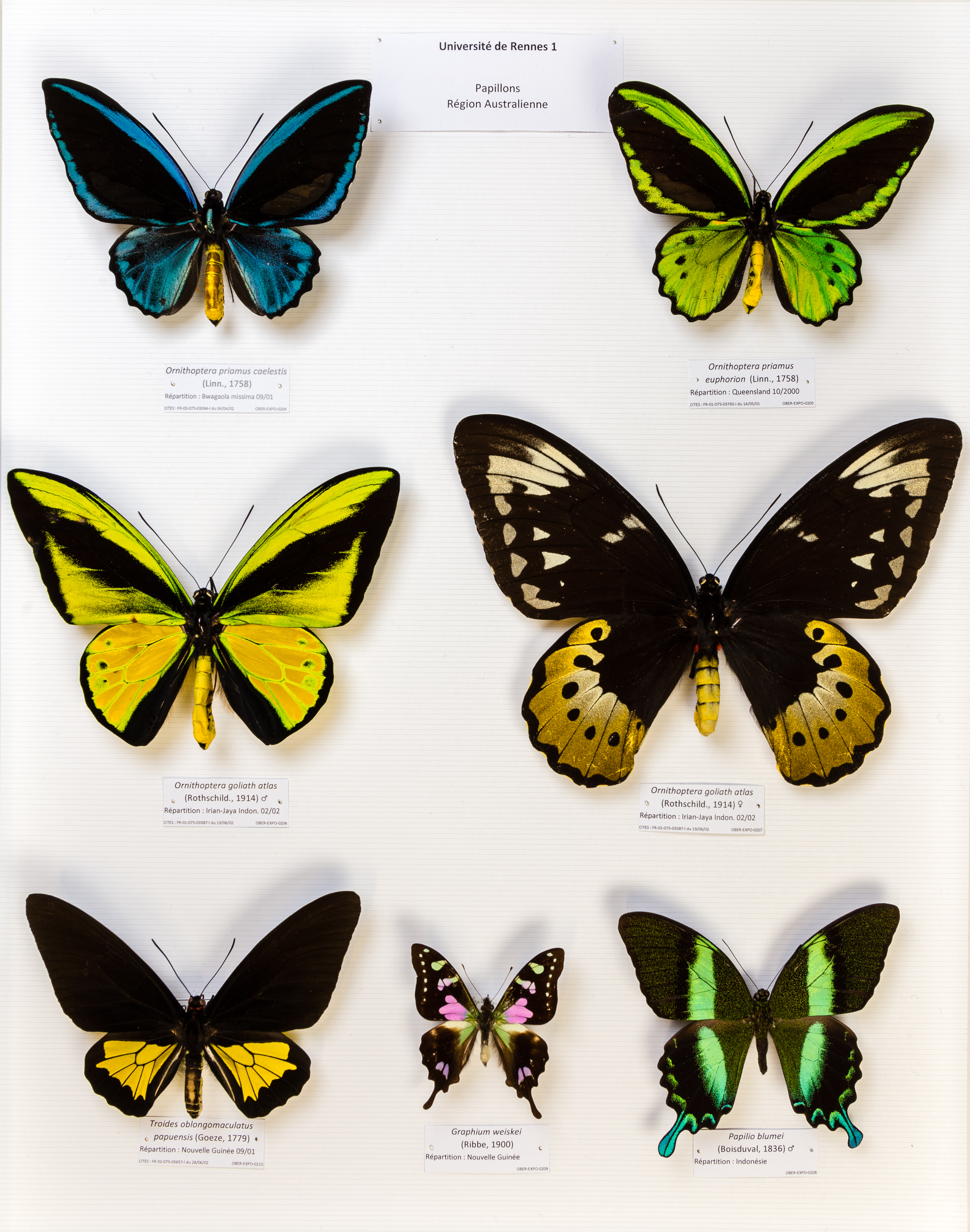
Université de Rennes 1, collection Charles Oberthür, Papilionidae, région australasienne
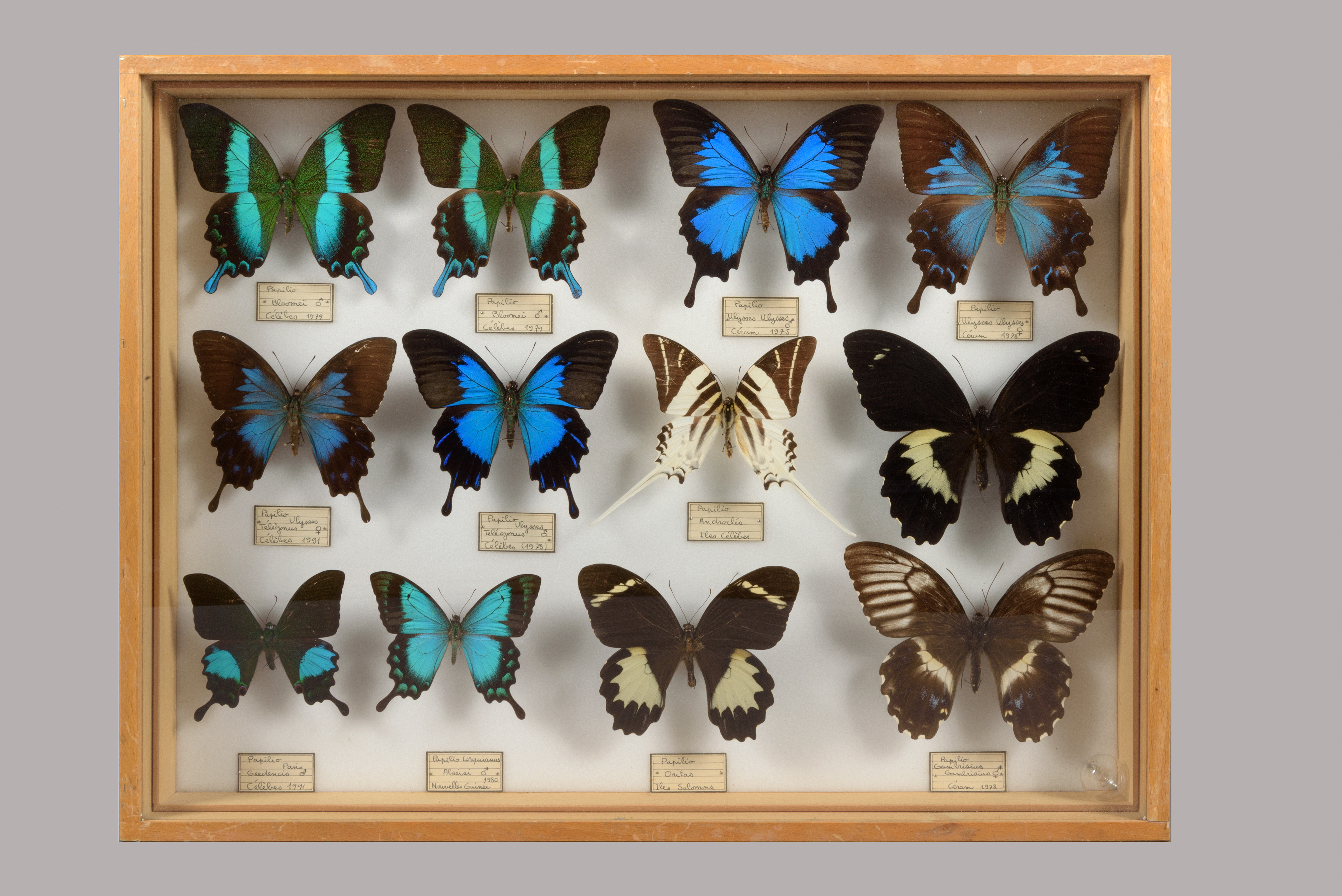
Muséum Requien, Avignon, collection Luault, Papilionidae, région Océanie
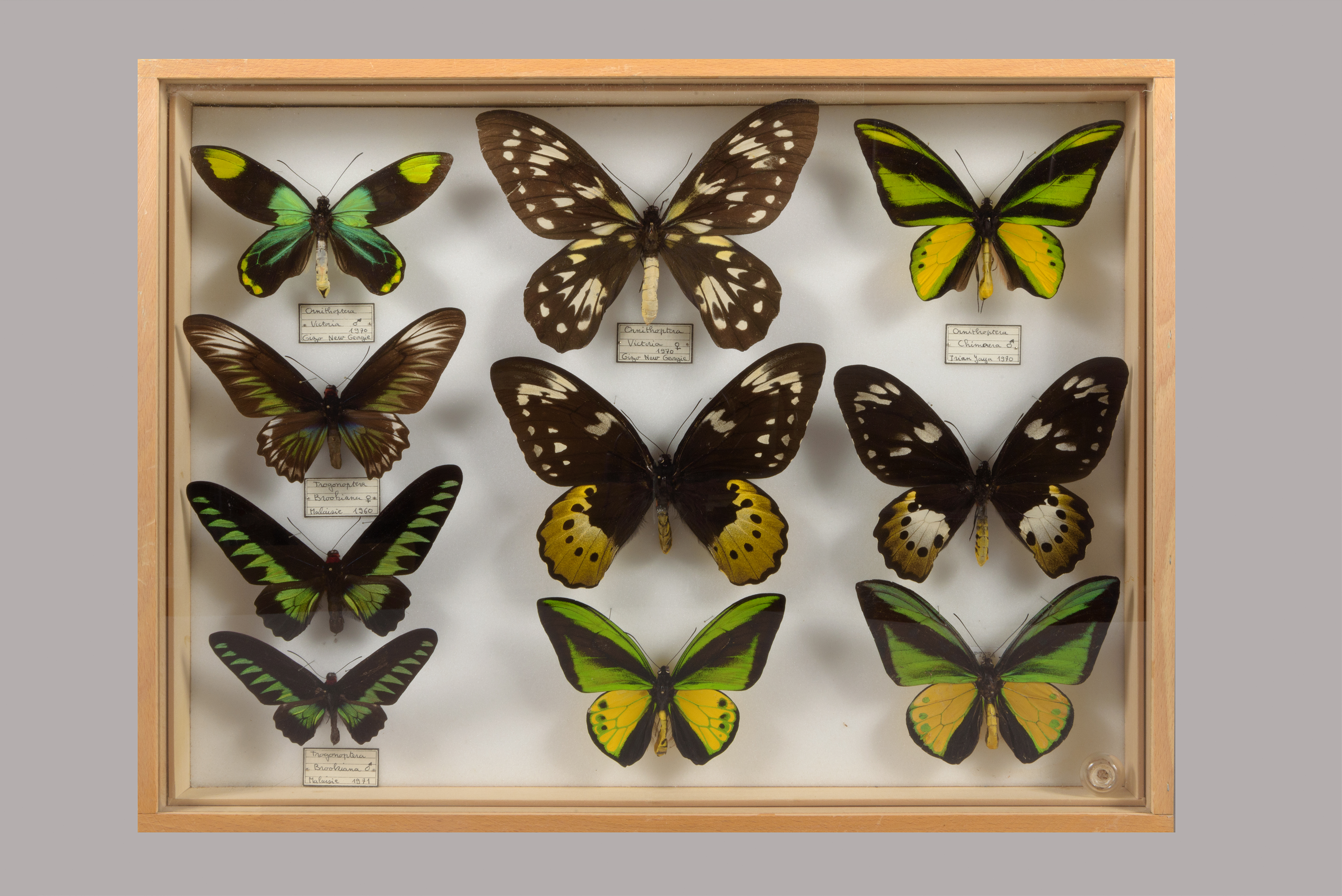
Muséum Requien, collection Luault, Papilionidae, Ornithopthères, région Océanie
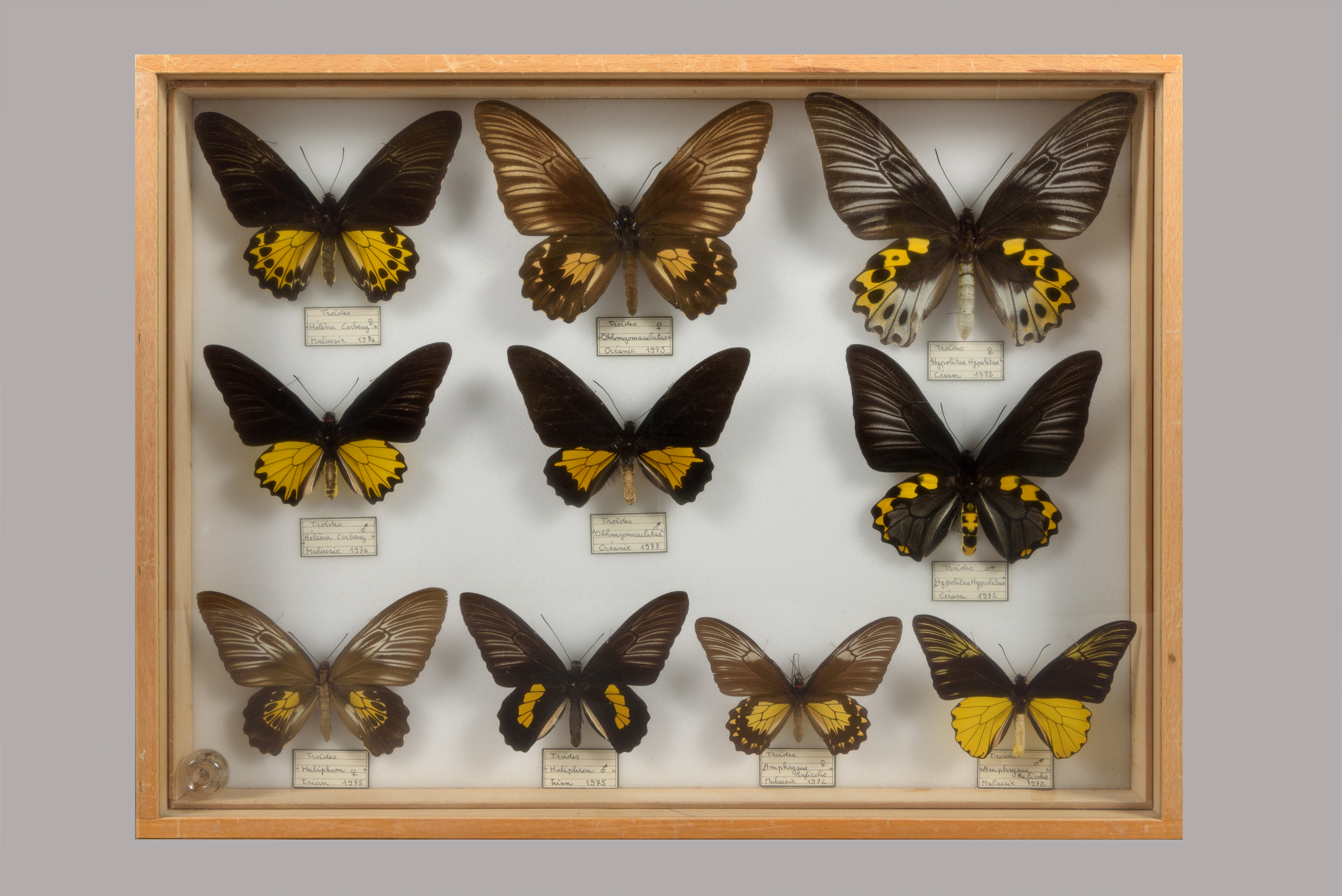
Muséum Requien, collection Luault, Papilionidae, Troides, région Asie

## Biologie
Les œufs sont sphériques et pondus isolément sur la plante-hôte. Les chenilles se nourrissent d'une grande variété de plantes, les cinq familles les plus représentées parmi les plantes-hôte étant les Aristolochiaceae, les Annonaceae, les Lauraceae, les Apiaceae et les Rutaceae. La nymphose s'effectue en position horizontale ou en position verticale et tête en haut, la chrysalide étant maintenue par une ceinture de soie.

## Habitat et répartition
Les Papilionidae sont présents sur tous les continents à l'exception de l'Antarctique. On les trouve aussi bien dans les zones tempérées que dans les zones tropicales, cependant la majorité des espèces vivent sous des climats chauds. Certaines espèces peuvent vivre à des altitudes élevées, notamment les espèces du genre Parnassius. L'Asie du Sud et de l'Est sont les régions du monde qui abritent la plus grande variété de Papilionidae.

## Systématique

### Description
La famille des Papilionidae a été décrite par l'entomologiste français Pierre André Latreille en 1802.

### Position au sein des lépidoptères
Les Papilionidae font partie du groupe obsolète des rhopalocères ou « papillons de jour ». 
Plus précisément, ils sont placés dans la super-famille des Papilionoidea, et les études de phylogénie montrent qu'ils occupent une position basale dans cette super-famille (récemment augmentée des anciens Hesperioidea et Hedyloidea).
Phylogénie des familles actuelles de la super-famille des Papilionoidea, d'après Heikkilä et al., 2012, et Espeland et al., 2018 :
|  | Hedylidae   |
|  |             |
|  | Hesperiidae |
|  |             |

|  | Nymphalidae                                               |
|  |                                                           |
|  | \| \| Riodinidae \| \| \| \| \| \| Lycaenidae \| \| \| \| |
|  |                                                           |
|  | Riodinidae                                                |
|  |                                                           |
|  | Lycaenidae                                                |
|  |                                                           |

|  | Riodinidae |
|  |            |
|  | Lycaenidae |
|  |            |

|  | Nymphalidae                                               |
|  |                                                           |
|  | \| \| Riodinidae \| \| \| \| \| \| Lycaenidae \| \| \| \| |
|  |                                                           |
|  | Riodinidae                                                |
|  |                                                           |
|  | Lycaenidae                                                |
|  |                                                           |

|  | Riodinidae |
|  |            |
|  | Lycaenidae |
|  |            |

|  | Hedylidae   |
|  |             |
|  | Hesperiidae |
|  |             |

|  | Nymphalidae                                               |
|  |                                                           |
|  | \| \| Riodinidae \| \| \| \| \| \| Lycaenidae \| \| \| \| |
|  |                                                           |
|  | Riodinidae                                                |
|  |                                                           |
|  | Lycaenidae                                                |
|  |                                                           |

|  | Riodinidae |
|  |            |
|  | Lycaenidae |
|  |            |

|  | Nymphalidae                                               |
|  |                                                           |
|  | \| \| Riodinidae \| \| \| \| \| \| Lycaenidae \| \| \| \| |
|  |                                                           |
|  | Riodinidae                                                |
|  |                                                           |
|  | Lycaenidae                                                |
|  |                                                           |

|  | Riodinidae |
|  |            |
|  | Lycaenidae |
|  |            |

|  | Hedylidae   |
|  |             |
|  | Hesperiidae |
|  |             |

|  | Nymphalidae                                               |
|  |                                                           |
|  | \| \| Riodinidae \| \| \| \| \| \| Lycaenidae \| \| \| \| |
|  |                                                           |
|  | Riodinidae                                                |
|  |                                                           |
|  | Lycaenidae                                                |
|  |                                                           |

|  | Riodinidae |
|  |            |
|  | Lycaenidae |
|  |            |

|  | Nymphalidae                                               |
|  |                                                           |
|  | \| \| Riodinidae \| \| \| \| \| \| Lycaenidae \| \| \| \| |
|  |                                                           |
|  | Riodinidae                                                |
|  |                                                           |
|  | Lycaenidae                                                |
|  |                                                           |

|  | Riodinidae |
|  |            |
|  | Lycaenidae |
|  |            |

|  | Hedylidae   |
|  |             |
|  | Hesperiidae |
|  |             |

|  | Nymphalidae                                               |
|  |                                                           |
|  | \| \| Riodinidae \| \| \| \| \| \| Lycaenidae \| \| \| \| |
|  |                                                           |
|  | Riodinidae                                                |
|  |                                                           |
|  | Lycaenidae                                                |
|  |                                                           |

|  | Riodinidae |
|  |            |
|  | Lycaenidae |
|  |            |

|  | Nymphalidae                                               |
|  |                                                           |
|  | \| \| Riodinidae \| \| \| \| \| \| Lycaenidae \| \| \| \| |
|  |                                                           |
|  | Riodinidae                                                |
|  |                                                           |
|  | Lycaenidae                                                |
|  |                                                           |

|  | Riodinidae |
|  |            |
|  | Lycaenidae |
|  |            |

### Liste des sous-familles et des genres
La famille des Papilionidae comporte une sous-famille éteinte, les Praepapilioninae, et trois sous-familles actuelles :
- Baroniinae :
  - Baronia
- Parnassiinae : 
  - Allancastria
  - Archon
  - Bhutanitis
  - Hypermnestra
  - Luehdorfia
  - Parnassius
  - Sericinus
  - Zerynthia
- Papilioninae :
  - Atrophaneura
  - Battus
  - Cressida
  - Euryades
  - Eurytides
  - Graphium
  - Iphiclides
  - Lamproptera
  - Meandrusa
  - Mimoides
  - Ornithoptera
  - Papilio
  - Parides
  - Pharmacophagus
  - Protesilaus
  - Protographium
  - Teinopalpus
  - Troides

## Quelques espèces
On compte 11 espèces de Papilionidae présentes en Europe et 18 au Canada.

### Espèces européennes
- Papilioninés :
  - Papilio machaon — machaon
  - Papilio hospiton — Porte-queue de Corse
  - Papilio alexanor — alexanor
  - Iphiclides podalirius — flambé
  - Iphiclides feisthamelii — voilier blanc
- Parnassiinés :
  - Archon apollinus — faux Apollon
  - Parnassius apollo — apollon
  - Parnassius phoebus — petit apollon
  - Driopa mnemosyne — semi-apollon
  - Zerynthia polyxena — diane
  - Zerynthia rumina — proserpine
  - Zerynthia cerisy — thaïs balkanique

### Espèces canadiennes
- Papilioninés :
  - Battus philenor
  - Papilio brevicauda — Papillon queue-courte
  - Papilio canadensis — Papillon tigré du Canada
  - Papilio cresphontes — Grand porte-queue
  - Papilio eurymedon
  - Papilio glaucus — Papillon glauque
  - Papilio indra
  - Papilio machaon — Machaon
  - Papilio multicaudatus
  - Papilio polyxenes — Papillon du céleri
  - Papilio rutulus
  - Papilio troilus
  - Papilio zelicaon
  - Protographium marcellus ou Eurytides marcellus
- Parnassiinés :
  - Parnassius eversmanni
  - Parnassius clodius
  - Parnassius phoebus — Petit Apollon
  - Parnassius smintheus

### Espèces du Sud-Est des États-Unis
- Papilioninés :
  - Battus philenor
  - Papilio appalachiensis ou Pterousus appalachiensis
  - Papilio cresphontes
  - Papilio glaucus Papillon glauque ou Pterousus glaucus
  - Papilio palamedes
  - Papilio polyxenes Papillon du céleri
  - Papilio troilus ou Pterousus troilus
  - Protographium marcellus ou Eurytides marcellus

Un certain nombre d'espèces sont des espèces protégées dont le commerce est réglementé par les conventions CITES.